# 奧福機場
奧福機場（英語：Ofu Airport）是一間位於美屬薩摩亞奧福的機場，主要服務於大洋洲地區的區域航線。

## 航空公司與目的地
| 航空公司 | 目的地         |
| -------- | -------------- |
| 跨島航空 | 帕果帕果、頭屋 |

## 外部連結
- http://www.nps.gov/npsa/pdf/manua.pdf （页面存档备份，存于） National Park Service map of the Manu‘a Islands